# Unternehmen Barbarossa
Unternehmen Barbarossa (bzw. Operation Barbarossa, ursprünglich Fall Barbarossa) war der Deckname für den Angriffskrieg der deutschen Wehrmacht gegen die Sowjetunion im Zweiten Weltkrieg. Der vom NS-Regime geplante und vorbereitete militärische Überfall am Sonntag, 22. Juni 1941 eröffnete den Deutsch-Sowjetischen Krieg. Die Operation Barbarossa war mit drei Millionen Soldaten, die die Grenze der Sowjetunion überschritten, der größte und zerstörerischste militärische Feldzug der Geschichte.
Bereits im Jahr 1925 hatte Adolf Hitler die Vernichtung des Bolschewismus zu einem ideologisch-politischen Hauptziel des Nationalsozialismus erklärt. Er hatte den Angriff auf die Sowjetunion nach dem Sieg über Frankreich im Juni 1940 ins Auge gefasst und sein Ziel dem Oberkommando der Wehrmacht (OKW) am 31. Juli 1940 eröffnet. Mit der Weisung Nr. 21 erteilte er dem OKW am 18. Dezember 1940 den Befehl zur Vorbereitung der Militäroperation unter dem Decknamen Unternehmen Barbarossa.
Die darauf folgende Planung löste frühere Planstudien der Wehrmachtführung unter anderen Decknamen wie „Otto“ und „Fritz“ für diesen Krieg ab. Sie zielte auf einen rassistischen Vernichtungskrieg zur Zerstörung des „jüdischen Bolschewismus“: Der gesamte europäische Teil der Sowjetunion sollte erobert, ihre politischen und militärischen Führungskräfte ermordet und große Teile der Zivilbevölkerung dezimiert und entrechtet werden. Mit dem Hungerplan, zu dem die Belagerung Leningrads gehörte, wurde der Hungertod vieler Millionen Kriegsgefangener und Zivilisten einkalkuliert, und nach dem „Generalplan Ost“ sollten großangelegte Vertreibungen folgen, um die eroberten Gebiete anschließend zu germanisieren. Außerdem wurden Einsatzgruppen der Sicherheitspolizei und des SD ausgebildet, die hinter der Front Massenmorde an Juden, Slawen und kommunistischen Funktionären begehen sollten. Zu all dem erteilte das NS-Regime seit März 1941 völkerrechtswidrige Befehle, die von der Wehrmachtführung ihrerseits übernommen und weitergegeben wurden (Kommissarbefehl).
Die Umsetzung des Unternehmens scheiterte bereits im Dezember 1941 mit der deutschen Niederlage in der Schlacht um Moskau. Dennoch setzten das NS-Regime und die Wehrmacht den Krieg und den zeitgleich vorangetriebenen Holocaust gegen Teile der Zivilbevölkerung bis zur bedingungslosen Kapitulation der Wehrmacht am 8. Mai 1945 fort.
In der sowjetischen und russischen Erinnerungskultur markiert der deutsche Überfall auf die Sowjetunion den Beginn des Zweiten Weltkriegs, weil sie diesen mit dem Deutsch-Sowjetischen Krieg gleichsetzt und frühere Kriegsereignisse ausblendet oder umdeutet, darunter den Deutsch-sowjetischen Nichtangriffspakt und die sowjetischen Besetzungen von Ostpolen, Lettland, Estland, Litauen sowie Bessarabien.

## Bezeichnung
Das Oberkommando der Wehrmacht (OKW) und die Oberkommandos der Wehrmachtteile Heer, Oberkommando des Heeres (OKH), und Marine, Oberkommando der Marine (OKM), hatten seit Juni/Juli 1940 je eigene Planstudien für einen begrenzten Krieg gegen die Sowjetunion erstellen lassen und ihnen Decknamen wie „Problem S“, „Fritz“ und Titel wie „Operationsstudie Ost“ (Abteilung Landesverteidigung im Wehrmachtführungsamt, OKW), „Operationsplan Ost“ (OKH) oder „Betrachtungen über Rußland“ (OKM) gegeben. Diese Studien wurden bis zum 5. Dezember 1940 vereint und Hitler dann vorgetragen. Ab dann trug die Gesamtplanung den Decknamen „Otto“.
Schon der Anschluss Österreichs 1938 sollte unter dem Decknamen „Sonderfall Otto“ militärisch vorbereitet werden. General Ludwig Beck hatte den Plan für den „Sonderfall Otto“ nicht weisungsgemäß ausgearbeitet, so dass dieser nicht ausgeführt werden konnte. Hitler erließ daher am 11. März 1938 eine kurzfristig formulierte Weisung, den Anschluss Österreichs unter dem Decknamen „Unternehmen Otto“ am Folgetag durchzuführen. Dabei konnten weisungsgemäße militärische Eingriffe weitgehend unterbleiben, so dass der Befehl nicht allen Wehrmachtsstellen bekannt wurde.
Der Name spielt wohl auf den römisch-deutschen Kaiser Otto I. an, dessen „Verdienste um das Deutschtum“, „Slawen-“ und „Kolonialpolitik“ sowie „Eindeutschung“ eroberter osteuropäischer Gebiete verbreitete Geschichtsbücher der Weimarer Republik als vorbildlich hervorhoben. An dieses Geschichtsbild anknüpfend, verstanden die Nationalsozialisten ihre Eroberungspolitik als Wiederaufnahme angeblicher Pläne der Ottonen zur Unterwerfung der Slawen und zur Expansion nach Osteuropa. Dazu diente ihnen die „Ostforschung“, die von dem Historiker Albert Brackmann dominiert wurde. Die pseudowissenschaftliche Benutzung von historischen Bezügen auf mittelalterliche Herrscher für einen „hemmungslosen Imperialismus“ hatte Brackmanns Kollege Hermann Aubin am 25. Januar 1939 brieflich kritisiert: „Geben Sie acht, wie bald Otto I. und Friedrich I. obenauf sein werden, weil sie das Beispiel gegeben haben, wie man eine ‚deutsche Ordnung‘ aufzurichten hat.“ Doch Brackmann erstellte nach dem Überfall auf Polen im Auftrag Heinrich Himmlers im Oktober 1939 eine Broschüre über „Krisis und Aufbau in Osteuropa“ mit eben solchen Bezügen. Die Wehrmacht kaufte davon am 7. Mai 1940 7000 Exemplare.
Am 25. Juli 1940 tauchte mit dem Otto-Programm der Deckname „Otto“ in einem Befehl des OKW erneut auf, diesmal für ein „bevorzugtes Wehrmachtsprogramm“ zum Ausbau von Schienen und Straßen im besetzten Teil Polens, das schnelle Truppen- und Panzertransporte an die Ostgrenze ermöglichen sollte. Darin sehen Historiker erste Vorbereitungen eines Krieges gegen die Sowjetunion. Zur Ausarbeitung eines entsprechenden Plans hatte Franz Halder, seit September 1938 Chef des Generalstabs des Heeres, seinen Stab am 19. Juni oder 3. Juli 1940 beauftragt. Dieser Plan wurde nach dem 31. Juli erweitert, mit anderen Plänen zusammengeführt und im Dezember den Kriegsvorbereitungen des OKW und OKH zugrunde gelegt.
Der seinerzeitige Oberstleutnant i. G. Bernhard von Loßberg erklärte 1956, Alfred Jodl (OKW) habe den bisherigen Decknamen „Fritz“ für den von ihm verfassten Plan „später“ durch „Barbarossa“ ersetzt. Hitler verfügte am 18. Dezember 1940 mit „Weisung Nr. 21“, den Krieg gegen die Sowjetunion unter dem neuen Decknamen „Fall Barbarossa“ vorzubereiten. Er spielte damit, wie von Aubin 1939 erwartet, auf Friedrich I. an, der diesen Beinamen trug und neben den ersten beiden Ottonen der anerkannteste mittelalterliche Kaiser war. Hitler hatte ihn bei seiner Einweihung des „Hauses der Deutschen Kunst“ im Juli 1937 als den gerühmt, „der als erster den germanischen Kulturgedanken ausgesprochen und als Bestandteil seiner imperialen Mission nach außen getragen habe“.
Erstmals am 18. Januar 1941 bezeichneten manche Wehrmachtsstellen den geplanten Angriff intern auch als „Unternehmen Barbarossa“.

## Hitlers „Ostprogramm“
Hitler hatte einen Eroberungs- und Vernichtungskrieg gegen die Sowjetunion schon 1925 in seiner Programmschrift Mein Kampf zum Hauptziel seiner Außenpolitik erklärt. Er begründete diesen mit dem unvermeidbaren weltgeschichtlichen Kampf der „arischen Rasse“ gegen das „Weltjudentum“, dessen extremste Herrschaftsform der „Bolschewismus“ sei. Dort zeige sich „der Jude“ als „Völkertyrann“, so dass man nur beide zugleich bekämpfen könne.
Folglich komme ein Bündnis mit der Sowjetunion nicht in Frage; man könne „nicht den Teufel mit dem Beelzebub austreiben“. Ferner sei die bloße Rückeroberung von durch den Ersten Weltkrieg verlorenen deutschen Gebieten „politischer Unsinn“. Es müsse vielmehr darum gehen, dem deutschen Volk für alle Zeit „den ihm gebührenden Grund und Boden auf dieser Erde zu sichern“, der ihm wirtschaftliche Unabhängigkeit im kontinentalen Großraum Europa garantiere. Dieser Boden sei vor allem in Russland und dessen unterworfenen Randstaaten zu suchen. Der Nationalsozialismus verkünde daher auch gegenüber den „Annexionisten“ des Kaiserreichs als neues Ziel: „Wir stoppen den ewigen Germanenzug nach dem Süden und Westen Europas und weisen den Blick nach dem Land im Osten.“ Hitler legitimierte diese Perspektive mit zwei Annahmen: einer rassischen, daher auch politischen und militärischen Unterlegenheit der angeblich von den Juden beherrschten Slawen, so dass die Sowjetherrschaft „reif zum Zusammenbruch“ sei, und einer Bereitschaft Großbritanniens, Deutschlands vorherige Eroberung Frankreichs zu akzeptieren und es dann im Kampf gegen die Sowjetunion zu unterstützen. Er kritisierte die Eliten des Kaiserreichs dafür, dass sie weder mit Großbritannien noch Russland ein klares Bündnis gesucht, sondern Deutschland in einen nicht gewinnbaren Zweifrontenkrieg verwickelt hätten. Daraus folgerte er, die Sowjetunion sei erst nach einem Bündnis mit Großbritannien, das die vorherige Eroberung Frankreichs und so deutsche „Rückenfreiheit“ decken sollte, zu erobern.
1928 bekräftigte Hitler in seinem „Zweiten Buch“: Da Deutschland seinen Lebensraum dauerhaft nur im Osten finden könne, habe ein Bündnis mit der Sowjetunion keinen Sinn. Das destruktiv veranlagte Judentum werde den Sowjetstaat zerstören und es den Deutschen erleichtern, die Hemmung gegenüber dem einzig möglichen „Ziel der deutschen Außenpolitik“ abzulegen: „Lebensraum im Osten“ zu erobern, der „für die nächsten 100 Jahre“ ausreiche. Dazu müsse Deutschland „große militärische Machtmittel“ erlangen und alle seine staatlichen Kräfte auf diese Eroberung konzentrieren. In dieser Formel verband Hitler untrennbar rassistische, expansionistische und imperialistische Vorstellungen. Das Ziel, die europäischen Teile der Sowjetunion zu erobern, sollte die gesamte deutsche Rüstungs- und Außenpolitik bestimmen und eine spätere Weltherrschaft der deutschen Arier ermöglichen.
Hitler bekannte sich auch nach seiner Machtergreifung 1933 wiederholt öffentlich wie intern zum Ziel eines großen Eroberungskrieges im Osten. Am 3. Februar 1933 erläuterte er sein Lebensraumkonzept den Befehlshabern der Reichswehr, die ihrerseits ähnliche Konzepte vertraten (siehe Liebmann-Aufzeichnung). 1934 erwog er erstmals, zuerst Blitzkriege im Westen zu führen, um sich dann dem Osten zuwenden zu können, da die Westmächte Deutschland den Lebensraum nicht gönnen würden. Die Wehrmacht müsse in acht Jahren dazu bereit sein. Ab 1937 war er bereit, einen Krieg gegen Frankreich und Großbritannien zu wagen, um die Expansion nach Osten durchzuführen. In zwei großen Reichstagsreden 1937 und 1938 erklärte er, er führe unerbittlich den Kampf gegen den „jüdischen-internationalen Moskauer Bolschewismus“.
Am 30. Januar 1939 drohte Hitler im Reichstag, Ergebnis eines neuen Weltkriegs werde „die Vernichtung der jüdischen Rasse in Europa“ anstelle der „Bolschewisierung der Erde“ sein. Am 10. Februar 1939 erklärte er Truppenkommandeuren, dass er die Lösung des „deutschen Raumproblems“ durch Eroberungen im Osten dem gesteigerten Export-Import-Handel vorziehe. Der dazu notwendige nächste Krieg werde „ein reiner Weltanschauungskrieg sein, d. h. bewußt ein Volks- und ein Rassenkrieg“. Er, Hitler, sei als Oberbefehlshaber der Wehrmacht auch weltanschaulicher Führer, dem alle Offiziere auf Gedeih und Verderb verpflichtet seien: selbst dann, wenn das Volk ihn dabei „im Stich“ ließe.
Am 23. Mai 1939, einen Tag nach Abschluss des Stahlpaktes zur Vorbereitung des Überfalls auf Polen, erklärte Hitler Wehrmachtführern, es gehe ihm im Konflikt mit Polen nicht um Danzig, sondern „um die Erweiterung des Lebensraumes im Osten und Sicherstellung der Ernährung sowie die Lösung des Baltikum-Problems“. Den am 23. August 1939 beschlossenen Hitler-Stalin-Pakt verstand Hitler nur als befristetes taktisches Manöver für den Überfall auf Polen und den Krieg gegen Polens Schutzmächte Frankreich und Großbritannien, wie er ausdrücklich gegenüber Wehrmachtführern betonte. Polen sei das zukünftige Aufmarschgebiet für Deutschlands „Weiterentwicklung“ nach Osten. Gegenüber NSDAP-Vertretern spielte Hitler am 27. August 1939 auf seine Aussage in „Mein Kampf“ an: Es handele sich um einen Pakt „mit dem Satan, um den Teufel auszutreiben“. Ulrich von Hassell notierte dazu, Hitler „ändere nichts an seiner grundsätzlich antibolschewistischen Politik“; jedes Mittel gegen die Sowjets, also auch dieser Pakt, sei ihm recht, da er sich innerlich „für später den Angriff auf Sowjetrussland vorbehält“.
Nach Nicolaus von Below erklärte Hitler am 31. August 1939, dem Vorabend des Angriffs auf Polen, im kleinen Kreis: Sein „Angebot an Polen“ – gemeint waren deutsche Vorschläge an Polen bis März 1939, sich als „Juniorpartner“ (abhängiger Satellitenstaat) mit Deutschland gegen die Sowjetunion zu verbünden – sei ehrlich gewesen. Denn seine außenpolitische Aufgabe bleibe, „den Bolschewismus zu zerschlagen“: „Alle anderen Kämpfe dienten nur dem einen Ziel, sich den Rücken für die Auseinandersetzung mit dem Bolschewismus freizumachen.“ Am 9. Oktober 1939 erklärte Hitler dem OKH die Notwendigkeit des Westfeldzugs gegen Frankreich damit, dass man sich nicht auf die sowjetische Vertragstreue, sondern nur auf militärische Stärke verlassen könne. Am 21. Oktober 1939 erklärte er gegenüber Reichs- und Gauleitern, er werde sich nach dem Sieg über England und Frankreich „dem Osten wieder zuwenden“ […] und „darangehen, ein Deutschland zu schaffen, wie es früher bestanden habe“. In seiner Ansprache vor den Oberbefehlshabern am 23. November 1939 erklärte er den Generälen, die Sowjetunion bleibe auch „in Zukunft gefährlich“; „sei aber zur Zeit schwach“ und der „Wert der russischen Wehrmacht“ sei gering, man könne ihr aber nur entgegentreten, wenn man im Westen ungebunden sei. Verträge würden nur solange gehalten, wie sie für die Vertragspartner nützlich seien. Er drängte darauf, den Westfeldzug im Frühjahr 1940 durchzuführen, um das Heer dann wieder für „eine große Operation im Osten gegen Russland“ zur Verfügung zu haben.

## Kriegspläne der Militärs gegen die Sowjetunion
Auch Generäle befürworteten einen Krieg gegen die Sowjetunion. Der Leiter der Flottenabteilung im Marinekommandoamt der Marineleitung Wilfried von Loewenfeld bezeichnete in einem Schreiben über die Richtlinien und Ziele der deutschen Marinepolitik vom 22. Juli 1926 den „Bolschewismus in Rußland“ als „größte[n] Feind der Kultur des Abendlandes“ und schlug vor, „im gemeinsamen Kampf gegen den Bolschewismus“ den „Anschluß an England zu suchen“ sowie eine „ähnliche Anlehnung an Italien“. Da weite Absatzgebiete für die deutsche Wirtschaft verschlossen seien, müsse Deutschland nach Russland Absatz suchen.
Der Oberbefehlshaber des Heeres Werner von Fritsch schrieb in einer Denkschrift vom August 1937:

„Als Kontinentalmacht werden wir letzten Endes unsere Siege auf der Erde gewinnen müssen. Und solange die Ziele eines deutschen Sieges nur in Ost-Eroberungen liegen können, wird auch nur das Heer, 
durch Eroberung im Osten, durch Halten im Westen, die letzte Entscheidung bringen, weil kein Oststaat, sei es in der Luft, sei es auf dem Wasser tödlich zu treffen ist.“

Hans-Erich Volkmann interpretiert Fritschs Aussage dahingehend, dass der Oberbefehlshaber des Heeres einen Krieg gegen die Sowjetunion völlig selbstverständlich in sein Kalkül zog, zudem laut Fritsch – so zitiert Volkmann weiter aus dessen Denkschrift – „die Ziele eines deutschen Sieges nur in Ost-Eroberungen liegen können.“
In einer Studie der Kriegsmarine unter Leitung von Generaladmiral Conrad Albrecht vom April 1939 heißt es:

„Das große Ziel deutscher Politik wird darin gesehen, Europa von der Westgrenze Deutschlands bis einschließlich des europäischen Russlands unter der militärischen bzw. wirtschaftlichen Führung der Achsenmächte zusammenzufassen. [...] Deutschland fordert von Rußland Raum und Rohstoffe. Russland ist demnach als wahrscheinlichster Kriegsgegner einzusetzen.“

Dieser „Albrecht-Plan“ setzte als Gegner für den „kommenden Waffenkrieg mit hoher Wahrscheinlichkeit Russland, England, Frankreich und die Vereinigten Staaten“ ein. Und schlug „Verteidigung nach Westen, Angriff nach Osten“ „gegen den größten kontinentalen Gegner Russland“ vor.
Friedrich Paulus, der die Planungsarbeiten für das Unternehmen Barbarossa koordinierte, befürwortete nach den Erinnerungen seines Sohnes den Feldzug gegen die Sowjetunion, jedoch im Unterschied zu Hitler, um den deutschen Einfluss im ganzen Nahen Osten auszubreiten, der nach seiner Auffassung über kurz oder lang Drehscheibe des ganzen Weltinteresses darstellen werde.

## Entscheidungsprozess bis 31. Juli 1940
Am 2. Juni 1940 erklärte Hitler dem Oberbefehlshaber des laufenden Westfeldzugs, Gerd von Rundstedt, er werde nach einem Frieden mit London „endlich die Hände frei“ haben für seine „große und eigentliche Aufgabe: die Auseinandersetzung mit dem Bolschewismus“. Nur wisse er noch nicht, wie er den Deutschen sagen solle, dass der Krieg weitergehe. Hitler rechnete also angesichts des erwarteten Sieges über Frankreich mit Großbritanniens Nachgeben und wandte sich daher nun wieder gedanklich dem „Ostkrieg“ zu, wie Tagebucheinträge hoher NS- und Wehrmachtsvertreter bestätigen.
Generalstabschef Franz Halder kannte Hitlers Lebensraumprogramm genau und schätzte es seit Dezember 1938 als „unveränderlich festgesetzt und entschieden“ ein. Er wusste seit dem 18. Oktober 1939, dass Hitler die besetzten Gebiete Polens als „deutsches Aufmarschgebiet für Zukunft“ ansah. In einem als Chefsache herausgegebenen Befehl vom 20. Oktober 1939 bezeichnete Hitler die besetzten polnischen Gebiete als militärisch bedeutendes „vorgeschobenes Glacis“ und wies an, dort „Vorsorge“ für einen späteren „Aufmarsch“ zu treffen.
Am 25. Juni 1940 betonte Halder einen „neuen Gesichtspunkt: Schlagkraft im Osten“, den der Generalstab des Heeres billigte. Er ließ die Divisionen des Armeeoberkommandos 18 (AOK 18) unter General Georg von Küchler, der seit dem Überfall auf Polen als Ostexperte galt, und weitere 15 Infanteriedivisionen in den Osten verlegen und unterstellte sechs Divisionen unter General Heinz Guderian dem AOK. Er ließ Sowjetmarschall Woroschilow über diese „Umgruppierung“ mit defensivem Zweck berichten. Am 30. Juni erfuhr er von Ernst von Weizsäcker, Hitlers Augen seien nun „stark auf den Osten gerichtet“.

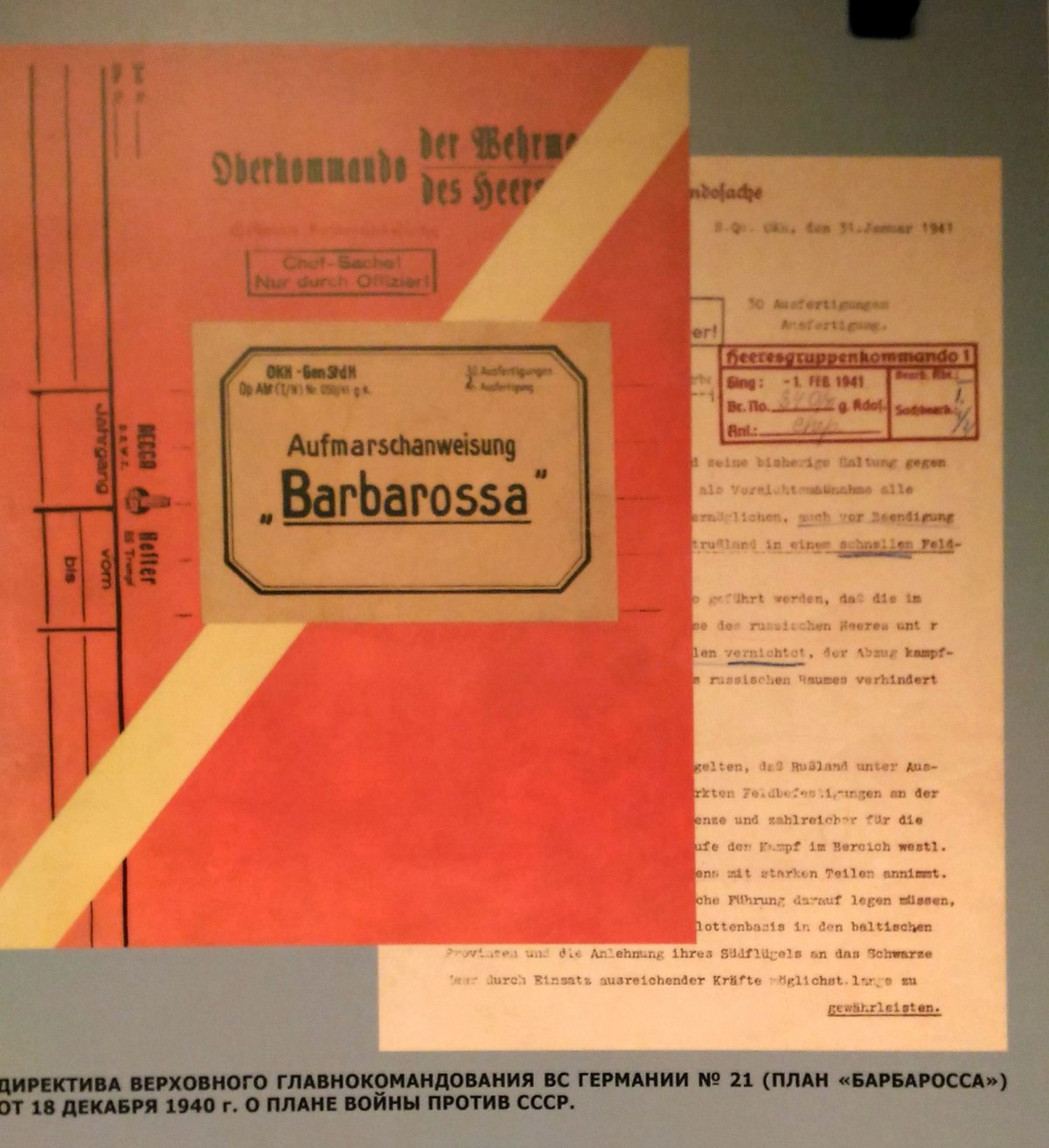
Aufmarschanweisung „Barbarossa“

Am 3. Juli beauftragte er seinen Mitarbeiterstab unter Oberst Hans von Greiffenberg zu prüfen, „wie ein militärischer Schlag gegen Rußland zu führen ist, um ihm die Anerkennung der beherrschenden Rolle Deutschlands in Europa abzunötigen“ und so englische Hoffnungen auf Fortsetzung des Krieges zu beenden. Am 4. Juli beauftragte er Küchler und Erich Marcks, das AOK solle künftig „Vorkehrungen für alle Fälle“ treffen. Demgemäß sah die „Aufmarschanweisung der 18. Armee“ vom 22. Juli einen Angriff zum „Zerschlagen“ sowjetischer Panzerdivisionen mittels rasch herangeführter massiver Kräfte vor. Als Teil eines „Otto-Programms“ forcierte das OKW ab 25. Juli 1940 den „Ausbau des Eisenbahn- und Straßennetzes im Osten“. Auch Bernhard von Loßberg, Mitarbeiter der Abteilung Landesverteidigung im Wehrmachtführungsamt, entwarf seit Ende Juni/Anfang Juli 1940 „aus eigenem Antrieb“ mit der Loßberg-Studie einen Kriegsplan gegen die Sowjetunion (Plan „Fritz“) und besorgte sich dafür Operationskarten.
Die beteiligten Generäle wollten sich so auf Hitlers erwarteten Angriffsentschluss vorbereiten, ihm anders als beim „Fall Weiß“ (11. April 1939) rechtzeitig einen fertigen Entwurf präsentieren und so die operative Kriegsvorbereitung stärker beeinflussen. Halder wusste: „Wenn politische Leitung Forderung stellt, dann wird größte Schnelligkeit gefordert werden“. Ihre Pläne zielten darauf, die erreichte deutsche Hegemonie in Europa durch wirtschaftliche Unabhängigkeit zu sichern und sowjetische Angriffspotentiale auszuschalten, um Großbritannien effektiver bekämpfen zu können, nicht auf die Zerstörung des sowjetischen Staates.
Seit 18. Juni 1940 plante das OKH, das Heer von 165 auf 120 Divisionen zu verkleinern, um Arbeitskräfte vor allem für die Rüstungsindustrie freizustellen. Kriegsmarine und Luftwaffe sollten weiter gegen Großbritannien vorgehen, das den Krieg auch nach der Kapitulation seines wichtigsten Verbündeten Frankreich am 25. Juni fortsetzte. Am 13. Juli 1940 ordnete Hitler die Demobilisierung von 35 Divisionen an. Am selben Tag schrieb er an Benito Mussolini, dies bedeute keine Aufgabe weiterer Kriegspläne, da die demobilisierten Truppen innerhalb von 48 Stunden wieder einberufen werden könnten. Er halte sich jede Möglichkeit, auch die eines großen Landkriegs, offen. Am 16. Juli 1940 befahl Hitler die Vorbereitung einer Invasion Englands nach den Entwürfen der Marine, das „Unternehmen Seelöwe“. Am 19. Juli appellierte er an die britische Regierung, die eingetretene Aufteilung Europas zu akzeptieren und den Krieg zu beenden. Am 22. Juli 1940 wies der britische Außenminister Lord Halifax Hitlers Angebot zurück und sagte den Achsenmächten mit Bezug auf eine Rede Franklin D. Roosevelts den kompromisslosen Kampf bis zum Sieg an.
Am 21. Juli erläuterte Hitler den Oberbefehlshabern aller Teilstreitkräfte, dass England den Krieg gegen Deutschland in der Hoffnung auf ein Bündnis mit der Sowjetunion und den USA fortsetze. Deshalb solle das OKH das „russische Problem in Angriff nehmen“ und dafür „gedankliche Vorbereitungen treffen“. Walther von Brauchitsch trug Hitler daraufhin den von Halder initiierten Plan vor: Man könne die Rote Armee in vier bis sechs Wochen mit 80 bis 100 Divisionen schlagen und die sowjetische Angriffsfähigkeit zerstören mit dem Ziel, die Ukraine, das Baltikum und Finnland unter deutsche Kontrolle zu bringen. Die Sowjetunion habe 50 bis 75 „gute“ Divisionen; es sei so weit zu erobern, dass feindliche Luftangriffe gegen Berlin und schlesisches Industriegebiet unmöglich würden. Wilhelm Keitel und Alfred Jodl (OKW) überzeugten Hitler jedoch, dass ein Aufmarsch für einen Angriff auf die Sowjetunion mindestens vier Monate Zeit brauche und dieser deshalb im Herbst 1940 noch nicht durchführbar sei.
Nach diesem Treffen entwarf Vizeadmiral Kurt Fricke für das OKM einen Kriegsplan gegen die Sowjetunion namens „Betrachtungen über Rußland“. Der am 28. Juli vorgelegte Plan sah vor, Deutschland den ganzen Ostseeraum, Rohstoffe, östliche Absatzmärkte, genügend „Vorgelände“ gegen einen sowjetischen Überraschungsangriff und „Lebensraum“ zu verschaffen. Die „chronische Gefahr des Bolschewismus“ müsse „in Bälde so oder so beseitigt“ werden. Am 29. Juli teilte Alfred Jodl seinen engsten Mitarbeitern mit, Hitler habe sich entschlossen, „zum frühestmöglichen Zeitpunkt, das heißt im Mai 1941, durch einen überraschenden Überfall auf Sowjetrußland die Gefahr des Bolschewismus ‚ein für allemal’ aus der Welt zu schaffen“. Es sei besser, den Feldzug jetzt auf der Höhe der militärischen Macht zu führen, als in ein paar Jahren das Volk erneut zu den Waffen rufen zu müssen. Am 30. Juli sprachen sich Brauchitsch und Halder bei einem Treffen für die Fortsetzung der deutsch-sowjetischen Zusammenarbeit bis zum Sieg über Großbritannien aus, um keinen Zweifrontenkrieg zu riskieren. Dennoch ließ Halder die Planungen für den Krieg fortsetzen, ohne sich selbst daran zu beteiligen.
Am 31. Juli teilte Hitler auf dem Berghof den höchsten Generälen seinen Kriegsentschluss mit. Halder notierte: Um „Englands letzte Hoffnung“ auf dem Kontinent zu zerschlagen, müsse Russland ab Frühjahr 1941 „erledigt“ werden; je eher, desto besser. Der Angriff habe nur als Blitzkrieg „in einem Zug“ Sinn und müsse auf die „Vernichtung der Lebenskraft Rußlands“ zielen. Dazu sei das Heer in neun Monaten auf zunächst 140 Feld- und Besatzungsdivisionen zu verstärken, von denen 120 für die Ostfront vorgesehen waren. Ein Widerspruch der anwesenden Generäle, die den Angriff auf die Sowjetunion noch am Vortag aufschieben wollten, ist nicht überliefert. Alternative Vorschläge, etwa eine direkte Invasion Großbritanniens (Jodl), die Konzentration auf den Mittelmeerraum (Erich Raeder) oder die Unterbrechung britischer Nachschubwege im Atlantik (Karl Dönitz) waren damit verworfen.
Hitler wollte den „Lebensraum im Osten“ durch einen raschen Sieg über die Sowjetunion erobern und damit zugleich Großbritannien die letzte Hoffnung auf einen „Festlandsdegen“ nehmen, um es so friedenswillig zu machen. Er benutzte Großbritanniens Kriegsfortsetzung als Argument, um das OKW trotz des gewagten Zweifrontenkrieges von einem baldmöglichsten Angriff auf die Sowjetunion zu überzeugen. Der geplante Zeitraum ergab sich aus der damaligen Hochschätzung der eigenen und Geringachtung der sowjetischen Militärstärke und dem Streben, die Eroberungsziele im Osten zu verwirklichen, bevor die britische und US-amerikanische Aufrüstung rasche deutsche Erfolge erschweren oder verhindern würden. Hitler nahm an, nach einem deutschen Sieg über die Sowjetunion werde Japan die USA in Fernost militärisch binden und so von einem Kriegseintritt in Europa abhalten.
Nach der Zerschlagung der Sowjetunion wollte man sich wieder gegen den Westen wenden. General Kurt von Tippelskirch, zuständig für die Beurteilung der Feindlage im OKH, führte in einem Vortrag vor dem OKH am 4. Juni 1941 aus:

„Der Krieg gegen Russland soll und wird Deutschland die endgültige militärische und wirtschaftliche Rückenfreiheit verschaffen, die für den Endkampf gegen das britische Empire, vielleicht muß man dann später sagen: gegen das anglo-amerikanische Weltreich, erforderlich ist.“

Am 9. Januar 1941 äußerte Hitler in einer Besprechung mit den Generälen auf seinem Berghof, dass „der russische Raum“ „unermessliche Reichtümer“ berge, mit denen Deutschland den „Kampf gegen Kontinente“ führen könne und von niemand geschlagen werden könne. Die Erdölquellen der Sowjetunion bildeten den Hauptposten der Treibstoffplanung des Göring-Programms, welches eine Vervierfachung der deutschen Luftwaffe zum Kampf gegen die Westmächte vorsah.

## Planung bis Februar 1941

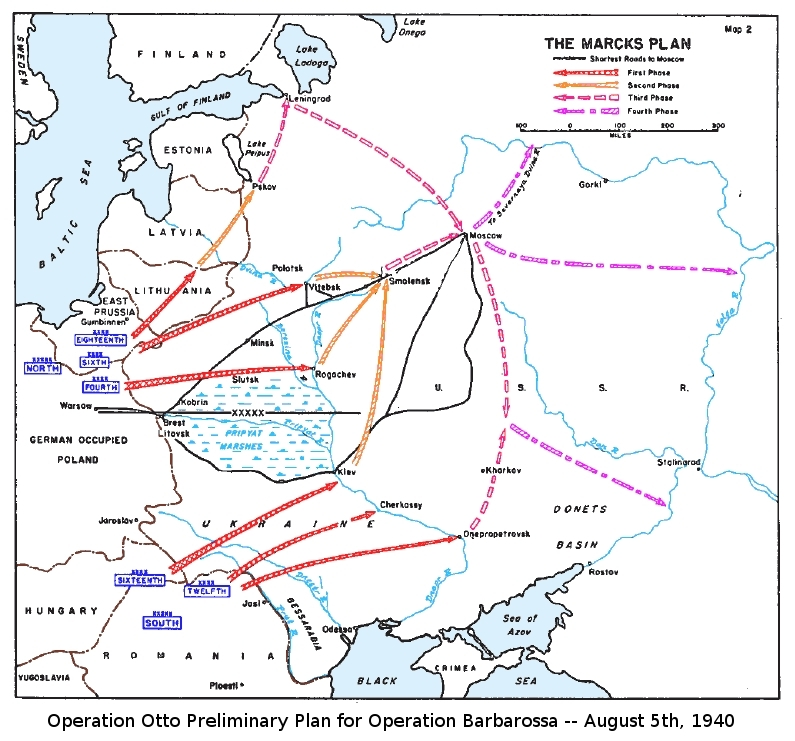
Karte zu Marcks’ Operationsentwurf Ost

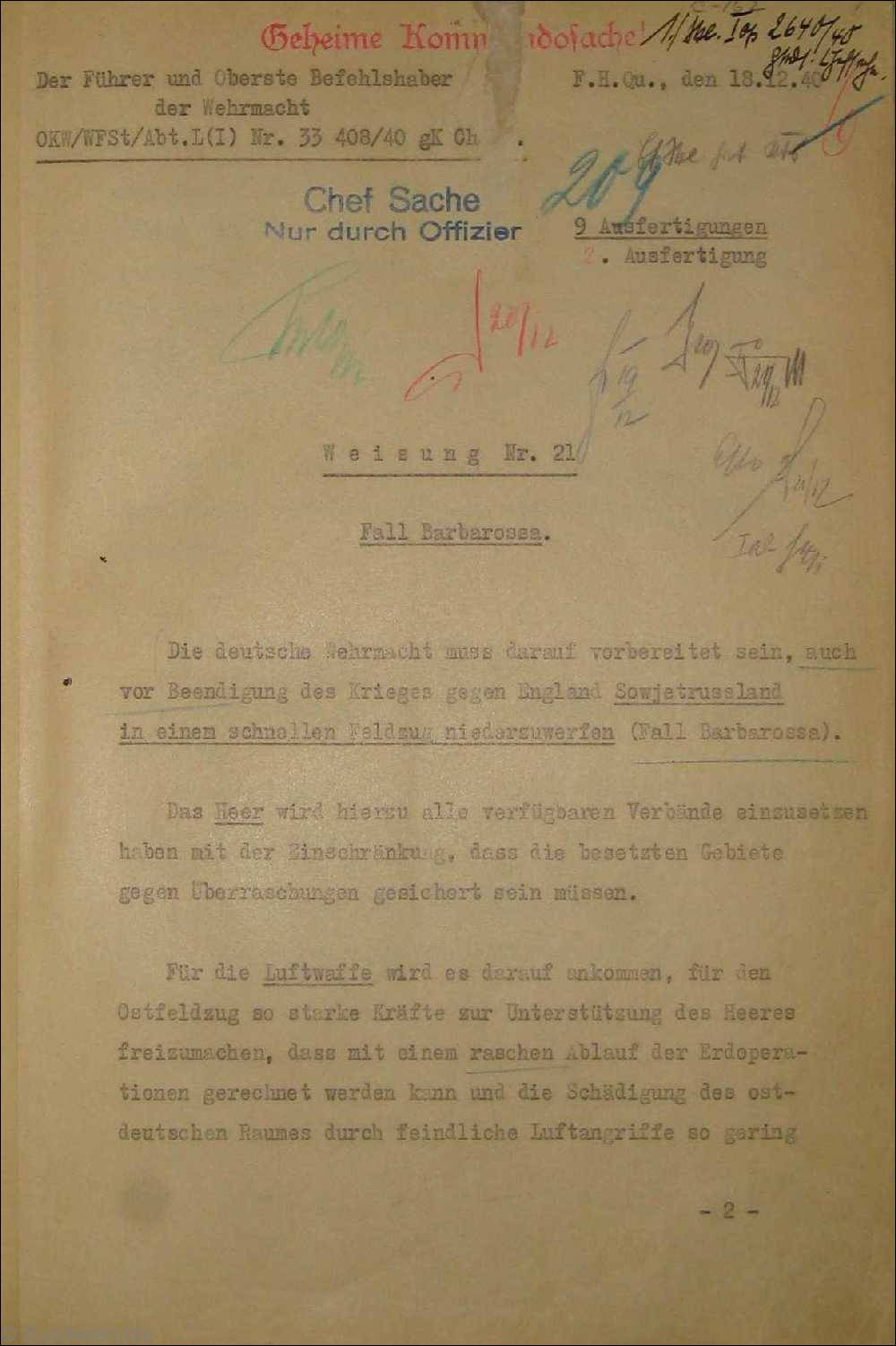
Weisung Nr. 21: Fall Barbarossa vom 18. Dezember 1940

Nach Adolf Hitlers Vorgaben vom 31. Juli 1940 planten verschiedene Wehrmachtsabteilungen den Angriff auf die Sowjetunion weiter. Brauchitsch ließ die eingeleitete Demobilisierung von 35 Divisionen des Heeres noch am selben Tag stoppen, nachdem Hitler schon drei Tage zuvor mit dem Chef der Heeresrüstung und Befehlshaber des Ersatzheeres Friedrich Fromm den Personal- und Rüstungsbedarf für einen Krieg gegen die Sowjetunion besprochen hatte. Keitel teilte dem Leiter des Wehrwirtschafts- und Rüstungsamtes, General Georg Thomas, am 2. August mit, das Heer sei wieder auf 180 Divisionen zu erhöhen, weil das Verhältnis zur Sowjetunion sich 1941 ändern könne. Die noch während des Westfeldzugs eingeleitete „Umsteuerung der Rüstung“ für den Krieg gegen England mit Schwerpunkt auf Marine und Luftwaffe wurde in der Folge durch ein neues „Rüstungsprogramm B“ ersetzt, das am 28. September durch Führererlass in Kraft gesetzt wurde und bis zum Frühjahr 1941 gültig blieb.
Anfang August wies Jodl den Wehrmachtführungsstab an, einen Befehlsentwurf für die „Vorbereitungen zu einem Feldzug gegen die Sowjetunion“ zu erstellen. Am 3. August schrieb Küchler an den „Transportchef“ des OKH, Rudolf Gercke, das AOK 18 sei fortan unbedingt an den „Planungen Otto“ für den Verkehrswegeausbau zu beteiligen. Am 5. August legte Erich Marcks seinen seit 4. Juli erstellten Operationsentwurf Ost Halder vor. Dieser beauftragte ihn, mit dem Generalquartiermeister die Versorgung der nach diesem Entwurf nach Osten zu verlegenden Divisionen zu erörtern.
Am 9. August befahl das OKW den Ausbau des Generalgouvernements in Polen als Operationsbasis für einen Krieg gegen die Sowjetunion unter dem Tarnnamen „Aufbau Ost“. Am 17. August besprach das OKW den Umbau des Heeres für den Angriffsplan. Am 3. September beauftragte Halder seinen neuen Stellvertreter, Generalleutnant Friedrich Paulus, die bisherigen Operationspläne des Heeres zusammenzuführen. Am 6. September befahl Jodl Wilhelm Canaris, Truppenverschiebungen in den Osten strikt zu tarnen; Moskau dürfe auf keinen Fall den Eindruck erhalten, dass Berlin „eine Ostoffensive vorbereite“.
Die Sowjetunion hatte den deutschen Überfall auf Polen und den Westfeldzug genutzt, um die ihr im geheimen Zusatzprotokoll zum Hitler-Stalin-Pakt zugestandenen Gebiete – Ostpolen, Teile Finnlands, Litauen, Lettland, Estland sowie Bessarabien – zu besetzen oder zu erobern. Diese Expansion beunruhigte die NS-Führung nicht; intern begrüßte Hitler das sowjetische Vorgehen gegen die baltischen Führungseliten, weil es die „Gefahr“ (Widerstand gegen spätere deutsche Eroberung derselben Gebiete) verringern werde. Am 9. August 1940 meinte er wie NS-Propagandaminister Goebbels, die Sowjetunion bleibe „Weltfeind Nr. 1“, mit dem ein Krieg unausweichlich sei. Mit einem sowjetischen Angriff auf deutsches Reichsgebiet rechneten weder Hitler noch das OKW, allenfalls mit weiteren Angriffen gegen Finnland oder Rumänien. Um sich deren kriegswichtige Industrien zu sichern, ohne Josef Stalin zu provozieren, ließ Hitler am 26. August 1940 einige Truppen zu deren Grenzen verlegen. Berichte des Moskauer Militärattachés Ernst-August Köstring über Vertragstreue und fehlende Kriegsabsichten der Sowjetunion blieben dabei unberücksichtigt.
Am 15. September legte Loßberg Jodl im Wehrmachtführungsstab seine „Operationsstudie Ost“ vor. Dieses sah wie der „Operationsplan Ost“ von Marcks zwei Angriffskeile und die Umfassung grenznaher sowjetischer Kräfte vor, rechnete aber mit deren Rückzug hinter die Flüsse Düna und Dnepr als ungünstigstem Fall und sah den aussichtsreichsten Angriffsschwerpunkt im Süden über Rumänien.
Am 28. September 1940 befahl Keitel die Aufrüstung des Heeres bis Frühjahr 1941 auf 180 Feld- und Besatzungsdivisionen, für die das Heer der Rüstungsindustrie schon 300.000 Facharbeiter zur Verfügung gestellt hatte. Am 29. Oktober 1940 legte Paulus seine Denkschrift über die „Grundlagen der russischen Operation“ vor. Am 28. November beauftragte Halder auch die Generalstäbe der für den Angriff vorgesehenen Heeresgruppen, Angriffsstudien für ihre Bereiche zu erstellen. Am 29. November, 3. und 7. Dezember 1940 versuchte Paulus, diese Studien aufeinander abzustimmen und ließ Manöver durchführen, um die Kräfteverteilung und operativen Ziele des Angriffs gegen die Sowjetunion zu klären.
Bedenken einzelner Generäle richteten sich gegen den angestrebten Angriffstermin, nicht den Kriegsbeschluss. Besonders das OKM versuchte bis zum Jahresende 1940, dem Krieg gegen England Vorrang zu geben. Der parallele Invasionsplan wurde aber seit dem Scheitern der Luftschlacht um England ab Oktober 1940 allmählich aufgegeben.
Hitler hielt sich noch verschiedene Vorgehensweisen offen, darunter die Kontinentalblock-Idee Joachim von Ribbentrops. Anfang November hoffte er, wie Halder über Kurt von Tippelskirch erfahren hat, „Rußland in die Front gegen England einbauen zu können“. Am 4. November verlangte er jedoch bei den regelmäßigen Lagevorträgen des OKW, es sei alles zu tun, „um bereit zu sein zur großen Abrechnung“ mit der Sowjetunion, dem „Problem Europas“. Am 12. November 1940, kurz vor dem Besuch des sowjetischen Außenministers Wjatscheslaw Michailowitsch Molotow in Berlin am selben Tag, befahl er mit seiner „Weisung Nr. 18“: Gleichgültig, was das Treffen ergeben werde, seien die schon mündlich befohlenen Kriegsvorbereitungen gegen Russland fortzusetzen. Sofort nach dem Treffen machte er im OKW klar, „daß der Ostfeldzug am 1. Mai 1941 beginnt.“ Auf Stalins Angebot vom 14. November, Finnland nicht zu besetzen und dem Dreimächtepakt beizutreten, wenn Deutschland sowjetische Einflusszonen in Bulgarien und der Türkei anerkenne, antwortete Hitler nicht. Tage darauf erklärte er Vertrauten, er sei „richtig erleichtert“, denn er habe sich ohnehin nichts vom Hitler-Stalin-Pakt versprochen, der keine haltbare, ehrliche „Vernunftehe“ gewesen sei, „denn die Abgründe der Weltanschauung seien tief genug“. Er befahl den Ausbau von Gefechtsständen in seinem künftigen Hauptquartier im Osten, der Wolfsschanze, „in höchster Eile“. Nach Keitels Aussage im Nürnberger Prozess 1945 hielt Hitler aus „ideologischen Gründen“ „die Auseinandersetzung mit Rußland in diesem Zeitpunkt für unvermeidlich“. Er und andere Militärs hätten zugestimmt, weil Hitler eine für Ausländer schwer verständliche suggestive Überzeugungskraft gehabt hätte, sie durch seine bisherigen militärischen Erfolge beeindruckt habe, und sie ihn für ein „Genie“ hielten.
Am 5. Dezember 1940 trug von Brauchitsch Hitler die bisherigen operativen Kriegsentwürfe vor. Dabei billigte Hitler den Operationsplan des OKH mit den schon am 21. Juli vorgetragenen Kriegszielen. Die Entscheidung über die europäische Hegemonie falle im Kampf gegen die Sowjetunion. Auf Halders Rückfrage, ob der Luftkrieg gegen England dann fortsetzbar sei, erklärte Hitler, Rüstung und Personal der Roten Armee seien der Wehrmacht unterlegen. Diese werde, einmal angeschlagen, zusammenbrechen, wenn man große Heeresteile einkessele, nicht zurücktreibe. Darum forderte er zwei Angriffskeile, nannte als frühesten Angriffszeitpunkt „Mitte Mai“ 1941 und als Eroberungsziel das Erreichen „etwa der Wolga“, um von dort aus mit der Luftwaffe entferntere sowjetische Rüstungsanlagen zu zerstören. Das Unternehmen Seelöwe sei undurchführbar. Demgemäß notierte Halder als Befehl Hitlers: Otto: Vorbereitungen entsprechend den Grundlagen unserer Planung voll in Gang setzen. Wegen der Einwände des OKH versprach Hitler dem OKW am Folgetag, seine Stellung dauerhaft zu stärken. Am 13. Dezember 1940 trug Halder den Heeresgruppenführern Hitlers „Lagebeurteilung“ vom 5. Dezember vor und folgerte: „Entscheidung über Hegemonie in Europa fällt im Kampf gegen Rußland. Daher Vorbereitung, wenn politische Lage es erfordert, gegen Rußland anzutreten. […] Wir suchen Konflikt mit Rußland nicht, müssen aber ab Frühjahr 1941 bereit sein auch für diese Aufgabe.“
Am 18. Dezember 1940 erteilte Hitler als Führer und Oberster Befehlshaber der Wehrmacht die von Loßberg vorformulierte Weisung Nr. 21:

„Die deutsche Wehrmacht muss darauf vorbereitet sein, auch vor Beendigung des Krieges gegen England Sowjetrussland in einem schnellen Feldzug niederzuwerfen (Fall Barbarossa). […] Vorbereitungen, die eine längere Anlaufzeit benötigen, sind – soweit noch nicht geschehen – schon jetzt in Angriff zu nehmen und bis zum 15. 5. 41 abzuschließen. Entscheidender Wert ist jedoch darauf zu legen, daß die Absicht eines Angriffes nicht erkennbar wird. […] Das Endziel der Operation ist die Abschirmung gegen das asiatische Russland aus der allgemeinen Linie Wolga – Archangelsk.“

Zur Geheimhaltung sollten alle internen Befehle als „Vorsichtsmaßnahmen […] für den Fall, daß Rußland seine bisherige Haltung gegen uns ändern sollte“, formuliert und sowenig Offiziere und so spät wie möglich mit konkreten, eng umgrenzten Vorarbeiten befasst werden. Der sowjetische Geheimdienst GRU erfuhr jedoch von diesem Befehl und informierte Stalin am 29. Dezember 1940 darüber.
Am 9. Januar 1941 bekräftigte Hitler gegenüber dem OKW seinen Kriegsentschluss damit, dass der „kluge Kopf“ Stalin „nicht offen gegen Deutschland auftreten“ werde, aber künftig zunehmend Probleme bereiten werde, da er vom Drang nach Westen beseelt sei, das verarmte Europa beerben wolle und wisse, dass Hitlers voller Sieg in Europa seine Lage erschwere. Als nächste wichtigste feindliche Position müsse gemäß seinem bisherigen Vorgehen die Sowjetunion zerschlagen werden. Entweder gäben die Engländer dann nach oder man könne den Krieg gegen sie unter günstigeren Umständen fortsetzen. Auch könne Japan die USA dann mit allen Kräften bekämpfen und vom Kriegseintritt abhalten.
Trotz dieser Entscheidung wurde am 10. Januar 1941 noch ein weiteres deutsch-sowjetisches Wirtschaftsabkommen geschlossen, wonach die Sowjetunion Deutschland wichtige Rohstoffe wie Öl, Metallerze und große Mengen Getreide lieferte. Am 16. Januar 1941 bekräftigte Hitler gegenüber dem OKH seinen „Entschluß: Rußland so früh wie möglich zu Boden [zu] zwingen“, weil Stalin immer mehr fordern werde und Deutschlands Sieg in Kontinentaleuropa für seine Ideologie inakzeptabel bleibe. Auch skeptische Generäle teilten Hitlers damalige Lagebeurteilung.
Da der Angriffstermin noch offengeblieben war, hielten manche Wehrmachtvertreter Weisung Nr. 21 für reversibel. So fragte die Abteilung Landesverteidigung am 18. Januar bei Jodl nach, ob Hitler das „Unternehmen Barbarossa“ weiter durchführen wolle. Am 28. Januar notierte Halder nach einem Treffen mit Brauchitsch: „Barbarossa: Sinn nicht klar. Den Engländer treffen wir nicht. Unsere Wirtschaftsbasis wird nicht wesentlich besser.“ Am 3. Februar trug Halder Hitler jedoch seine Aufmarschanweisung als Folge aus Weisung Nr. 21 vor, ohne Bedenken anzumelden.

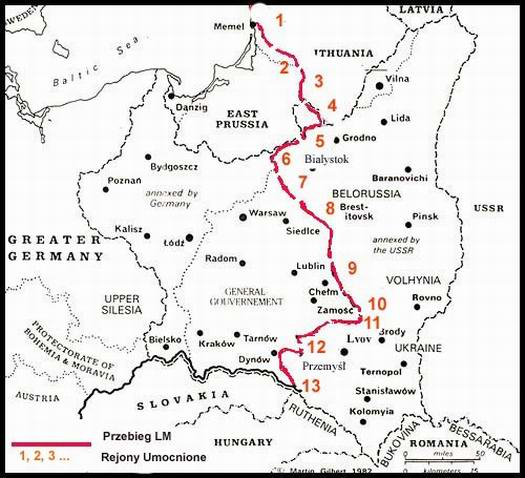
Karte der Molotow-Linie

## Planung als Vernichtungskrieg
Am 26. Februar 1941 erklärte Hitler bei einem Treffen mit Hermann Göring, beim kommenden Krieg sei entscheidend, „zunächst schnell die bolschewistischen Führer zu erledigen.“ Mit Hitlers Befehl an das OKW vom 3. März 1941, die ihm vorgelegten „Richtlinien auf Sondergebieten zur Weisung Nr. 21“ neu zu fassen, begann die Planung eines Vernichtungskrieges. Hitler erklärte, es gehe um einen Kampf zweier Weltanschauungen, so dass ein militärischer Sieg nicht genüge: „Die jüdisch-bolschewistische Intelligenz, als bisheriger Unterdrücker, muß beseitigt werden.“ Danach seien „sobald wie möglich sozialistische Staatsgebilde aufzubauen, die von uns abhängen.“ Diese schweren Aufgaben könne man aber dem Heer nicht zumuten.
Daraufhin begrenzte Jodl die Aufgabe der Militärgerichtsbarkeit auf Strafsachen innerhalb der Wehrmacht und plante den Einsatz von SS-Einheiten zur Ermordung von „Bolschewistenhäuptlingen und Kommissaren“ im Operationsgebiet des Heeres ein. Am 5. März erhielten alle Wehrmachtteile die dazu neugefassten Richtlinien zugestellt, die das OKW am 13. März unverändert erließ. Ziel war die Aufteilung der westlichen UdSSR in zunächst drei Satellitenstaaten, organisiert als egalitäre „Volksgemeinschaften“, beherrscht von deutschen „Reichskommissaren“, die direkt Hitler unterstellt waren, und dem Reichsführer SS Heinrich Himmler unterstellten Polizei- und SS-Kräften mit „Sonderaufgaben im Auftrage des Führers“. Gemeint, aber nicht ausgesprochen war damit die Ermordung sowjetischer Eliten im Gefolge der Front, die die Täter selbständig, ohne Kontrolle des OKW und OKH, durchführen und über die sie Hitler direkt berichten sollten. Ob und wieweit das Heer daran mitwirken sollte, blieb offen. Kritik aus der Wehrmacht an diesen Richtlinien ist nicht dokumentiert, obwohl sie beim Überfall auf Polen an der SS geübt worden war. Diesmal sah das OKH die SS als Unterstützung beim Befrieden der eroberten Gebiete an, da man eigene Sicherungsdivisionen für zu schwach hielt und so viele Heeresverbände wie möglich für die Kampfführung brauchte.
Am 17. März wiederholte Hitler gegenüber dem OKH: Die von Stalin eingesetzte Intelligenz sei zu vernichten, die Funktionäre seien zu beseitigen. Dazu sei „brutalste Gewalt“ notwendig, da das russische Volk ohne ideologische Führung „zerreißen“ werde. Halder kannte die gegenteilige Einschätzung der deutschen Botschaft in Moskau, das russische Volk und die Rote Armee würden sich national wie sozial im Fall eines Angriffs vereinen. Er widersprach Hitler aber nicht. Am 27. März erklärte Brauchitsch den Oberbefehlshabern des Ostheeres, alle Soldaten müssten sich klar sein, „daß der Kampf von Rasse zu Rasse geführt wird, und mit nötiger Schärfe vorgehen.“
Am 30. März trug Hitler 250 Generälen und höheren Offizieren der Wehrmacht, von denen viele als Offiziere das Ende des Ersten Weltkriegs miterlebt hatten und die antisemitische Fassung der Dolchstoßlegende teilten, seine ideologischen Kriegsziele vor. Es gehe im bevorstehenden „Weltanschauungskampf“ um die „Ausrottung des Kommunismus für alle Zeiten“ durch die „Vernichtung der bolschewistischen Kommissare und kommunistischen Intelligenz“. Widerspruch dagegen blieb aus. Dem folgten weitere Führererlasse, die das OKW in operative Befehle und Richtlinien umsetzte, darunter als wichtigste:
- der „Erlaß über die Ausübung der Kriegsgerichtsbarkeit im Gebiet ‚Barbarossa‘“ vom 13. Mai 1941[90],
- die „Richtlinien für das Verhalten der Truppe in Rußland“ vom 19. Mai 1941.
- die „Richtlinien für die Behandlung politischer Kommissare“ (Kommissarbefehl) vom 6. Juni 1941,
- Hitlers Sonderauftrag an Himmler zur Ermordung der „jüdisch-bolschewistischen“ Bevölkerungsteile hinter der Front durch SD- und SS-Einsatzgruppen,
- Anweisungen zur Behandlung künftiger sowjetischer Kriegsgefangener.[91]

Bei der Umsetzung gaben OKW und OKH eigene Anweisungen heraus, die die Soldaten auf Mordaufgaben einstimmten. So schrieb Halder am 6. Mai über die Erörterung des Kommissarbefehls im OKH in sein Tagebuch: „Truppe muß den weltanschaulichen Kampf mit durchfechten bei Ostfeldzug“. Mit besonderen Kursen wurden die Generalstäbe und Nachrichtenoffiziere auf ihre Zusammenarbeit mit den SD- und SS-Einsatzgruppen vorbereitet, da manche der verbrecherischen Befehle nur mündlich weitergegeben werden durften. Bis in die materielle Ausrüstung hinein wurde der „Ostfeldzug“ als Vernichtungskrieg vorbereitet.
Auch aus kriegswirtschaftlichen Gründen wurde der Hungertod von Millionen Menschen einkalkuliert (siehe Hungerplan und Generalplan Ost). In den „Vorstellungen der Fachmilitärs […] war selbst die Ausrottung von Teilen des Gegners aus wirtschaftlichen Gründen legitim.“ Da angenommen wurde, der Krieg könne nur weitergeführt werden, wenn die gesamte Wehrmacht noch 1941 aus der Sowjetunion ernährt würde, wurde bei einer Besprechung von Staatssekretären am 2. Mai 1941 als „Ergebnis der Aussprache mit den Wirtschaftsgeneralen“ lapidar festgehalten, dass „zweifellos zig Millionen Menschen verhungern, wenn von uns das für uns Notwendige aus dem Lande herausgeholt wird.“
Der nach dem Staatsstreich in Jugoslawien am 27. März 1941 kurzfristig beschlossene Blitzkrieg gegen dieses Land im Balkanfeldzug vom April 1941 sollte eine mögliche alliierte Südfront, die das „Unternehmen Barbarossa“ gefährdet hätte, ausschließen. Dafür wurde dessen ursprünglich für den 15. Mai 1941 anvisierter Angriffstermin verschoben. Nach Ausgabe der Vernichtungsbefehle und Abschluss der militärischen Vorbereitungen befahl Hitler den Überraschungsangriff auf die Sowjetunion am 20. Juni 1941 für den 22. Juni.

## Historische Einordnung
Die NS-Forschung ist diesem Angriffsplan besonders intensiv nachgegangen, um seine Hintergründe, die Ursachen und Motive für Hitlers Kriegsentscheidung, die Kriegsziele, das Verhältnis von Wehrmacht und NS-Regime bei Kriegsplanung und Massenverbrechen sowie die Ursachen und Faktoren ihres Scheiterns näher zu bestimmen.
Besonders umstritten war die Frage, ob Hitlers Kriegsentschluss eher die nationalsozialistische Ideologie umsetzen sollte oder eher auf die damalige politisch-militärische Lage reagierte. In Verbindung damit wurde auch erörtert, wann dieser Entschluss endgültig fiel. Donald Cameron Watt etwa vertrat 1976 die These, Hitler habe wegen der unnachgiebigen britischen Haltung im Sommer 1940 entweder nur noch kapitulieren oder den Krieg gegen die Sowjetunion eröffnen können. Robert Cecil deutete 1976 Hitlers Kriegsentschluss als Rückkehr zu seinem Programm von 1925, das er aber gegenüber den Generälen der Wehrmacht militärstrategisch begründet habe. Bernd Stegemann zufolge (1979) wollte Hitler die Sowjetunion vernichten, weil sie von Großbritannien als kontinentaler Kriegspartner („Festlandsdegen“) gegen Deutschland und Japan benutzt werden konnte.
Andreas Hillgruber, Hugh Trevor-Roper, Eberhard Jäckel, Gerd R. Ueberschär und andere betonten dagegen, Hitler habe die gemeinsame Vernichtung von Judentum und Kommunismus seit den 1920er-Jahren als politisches Hauptziel angestrebt. Das „Unternehmen Barbarossa“ sei „Hitlers Krieg“ gewesen, mit dem er seine Ziele konsequent habe verwirklichen wollen. Diese Vernichtung habe, so Hillgruber, zugleich einen späteren deutschen Sieg über Großbritannien und die USA und somit die Weltherrschaft ermöglichen sollen. Der Kriegsentschluss sei nicht wegen, sondern trotz des drohenden Zweifrontenkrieges zustande gekommen und somit aus politischem Wollen, nicht militärischer Zwangslage zu erklären.
Die These von „Hitlers Krieg“ wurde vielfach als einseitig kritisiert. Carl Dirks und Karl-Heinz Janßen vertreten seit 1997 eine Gegenthese, wonach das OKH ohne Befehl und Wissen Hitlers seit Anfang Juni 1940 einen Blitzkrieg zur Zerstörung der Roten Armee und Eroberung großer Teile der Sowjetunion im Spätsommer 1940 geplant, mit heimlichen Truppenverlegungen vorbereitet und Hitler mit diesen vollendeten Tatsachen zum Krieg gedrängt habe. Der kanadische Historiker Benoît Lemay übernahm diese These ohne Quellenkritik. Deutsche Historiker dagegen beachteten sie kaum. Der Militärhistoriker Klaus Jochen Arnold wies sie als von NS-Dokumenten nicht gedeckt und verschwörungstheoretisch zurück. Der Halder-Biograph Christian Hartmann hatte 1991 Halders Wissen von Hitlers Kriegsabsichten und Distanz zu seinem Kriegsentschluss belegt.
Rolf-Dieter Müller hingegen wies mittels einer quellenkritischen Analyse von Halders Tagebucheinträgen nach, dass Hitlers Entschluss vom 31. Juli 1940, die UdSSR im Frühjahr 1941 anzugreifen, bereits Initiativen Halders in diese Richtung vorausgegangen waren. Demnach habe sich Halder schon im Juni 1940 „vorauseilend“ um einen entsprechenden Plan bemüht. Nach dem Zweiten Weltkrieg hätten sowohl Halder als auch sein ehemaliger Adjutant und „Barbarossa“-Mitplaner Reinhard Gehlen, nun Chef des Bundesnachrichtendienstes, sowie Halders Chef der Operationsabteilung, Adolf Heusinger, unter Konrad Adenauer Generalinspekteur der Bundeswehr, aus persönlichem Interesse versucht, „Hitler als Alleinschuldigen für den Ostkrieg und das Scheitern eines vermeintlich genialen Feldzugsplans hinzustellen.“
Der Grund für einen solchen Feldzug lag jedoch nicht etwa darin, dass die UdSSR von den Deutschen als „Bedrohung“ wahrgenommen worden wäre, sondern im Wunsch Hitlers, einen Krieg um „Lebensraum im Osten“ zu führen. Zu diesem Zweck war der Nachbarstaat Polen von der deutschen Führung seit 1934 umworben worden, in der Hoffnung, ihn zu einem gemeinsamen militärischen Vorgehen gegen die UdSSR bewegen zu können, zumindest aber zu einer neutralen Haltung bei gleichzeitiger Überlassung Danzigs und eines Korridors als Aufmarsch-, Durchmarsch- und Nachschubgebiet für einen Krieg „im Osten“. Der polnischen Seite wurde dafür die Gewinnung von Teilen der Ukraine in Aussicht gestellt. Als sich Polen aber im März 1939 endgültig vom Deutschen Reich ab- und den Westmächten Frankreich und Großbritannien zuwandte, geisterte in den Köpfen der deutschen Kriegsplaner noch die Option herum, nach einer Niederwerfung Polens gleich auch die Sowjetunion anzugreifen. Die Kriegserklärungen Frankreichs und Großbritanniens ließen diese Option aber Makulatur werden und führten zu jenem Verlauf der Ereignisse, wie er schließlich manifeste Geschichte wurde.
Kritiker betonen im Zusammenhang mit Müllers Analyse vor allem, dass „er eine in kein Korsett intentionalistischer oder funktionalistischer Metatheorien eingezwängte Analyse der realen Kriegsplanungen liefert“ und „anhand kritischer Quellenanalyse die tatsächliche Verantwortung Halders, Heusingers und Gehlens mit ihren kontrafaktischen Rechtfertigungen nach 1945 [kontrastiert]“. Ferner „kann Müller nachweisen, dass [aufseiten Deutschlands] in keiner Phase der militärischen Planungen [zwischen] 1938 [und] 1941 die Angst vor einem angeblich drohenden Angriff der Roten Armee eine Rolle gespielt hat. Im Gegenteil, man ging von deren Schwäche und einem in wenigen Wochen zu erringenden Sieg aus.“